# Casa natal de Juan Ramón Jiménez
La casa natal Juan Ramón Jiménez se encuentra en Moguer, Provincia de Huelva (España). En la Casa natal Juan Ramón Jiménez, nació el 23 de diciembre de 1881, el Nobel Juan Ramón Jiménez. En el año 2015 fue declarada Bien de Interés Cultural de los Lugares Juanramonianos, con categoría de Sitio Histórico.

## Juan Ramón y la casa
El diseño de la casa lo encargó el padre del poeta, Víctor Jiménez, a un arquitecto sevillano a mediados del siglo XIX. Seleccionó la calle Ribera por su proximidad al Puerto de Moguer, para dirigir sus prósperas empresas de comercialización y transporte de los mejores vinos de Moguer, para lo cual poseía varios barcos, entre ellos el “San Cayetano”, al que el poeta dedicó un hermoso texto.
En esta casa nació el poeta el 23 de diciembre de 1881 y en ella vivió hasta los cuatro años de edad, momento en el cual se trasladó su familia a  la casa de la calle Nueva. 
Juan Ramón la inmortalizó en su obra maestra Platero y yo en el capítulo «La casa de la calle Ribera»:

Aquí en esta casa grande hoy cuartel de la guardia civil, nací yo, Platero…
Platero y yo, Juan Ramón Jiménez

La casa es una típica construcción andaluza de fines del siglo XIX. Tiene grandes influencias del movimiento neomudéjar, como se puede observar en el balcón central de la fachada a la calle Ribera, con dos grandes arcos de herradura en ladrillo. Tiene una gran azotea con mirador. Todas las ventanas y balcones están cerrados con rejas de forja. La casa cuenta con un gran patio que comunica con la calle Flores en el lateral a través de una puerta "falsa" o del servicio.
El acceso a la casa por la puerta principal se realiza a través del zaguán y su cancela de forja. El zaguán comunica con el vestíbulo cuyo techo está decorado con pinturas y donde está ubicada la escalera que comunica la primera y segunda planta de la casa. Desde el vestíbulo se entra a las habitaciones con ventanas a la fachada principal y al pasillo por el que se accede al patio y las habitaciones interiores con luz al patio. El patio, de grandes dimensiones, contaba con dependencias para el servicio de la casa, situadas al fondo.
A través de la escalera del vestíbulo se llega al distribuidor de la segunda planta. A él se abren tres puertas que dan al gran salón con tres balcones a la fachada principal. Otra de las puertas da entrada a una habitación con ventanal a la calle Flores, y la tercera a otro gran salón cuyas ventanas dan al patio de la casa. La escalera continúa hacia la azotea de la casa, donde se sitúa el mirador desde el que se observa el Puerto de la Ribera y toda la desembocadura del Río Tinto hasta el mar.
Desde el año 2001 al 2007 fue sede de la Casa museo y la Fundación Juan Ramón Jiménez, mientras se ejecutaba la restauración integral de la Casa Museo Zenobia y Juan Ramón. Esta casa era llamada por el Poeta "La Casa Azul Marino".
En la actualidad es sede del Museo “Casa Natal de Juan Ramón Jiménez”, donde se muestra  el Moguer que conoció Juan Ramón, el Moguer de finales del siglo XIX, y su presencia en la obra del Poeta.

## Museo “Casa Natal de Juan Ramón Jiménez "
El museo tiene una vertiente juanramoniana que muestra la relación del poeta con el mar y la importancia que tuvo Moguer para Juan Ramón. También tiene una vertiente histórica de Moguer, dedicada a su relación con el Río Tinto, la actividad marítima y la producción y comercialización de vinos y licores que fueron durante siglos los principales recursos de la localidad; y por supuesto, la importante presencia de la familia Jiménez en la gestión vitivinícola de la zona durante la última mitad del siglo XIX.
En la planta baja se ubican, además de la recepción y de la zona administrativa, varias salas dedicadas a la relación de Moguer y el mar, donde pueden admirarse maquetas de la zona del antiguo puerto sobre el Tinto, de sus astilleros y de un singular molino de marea que permite comprender perfectamente su funcionamiento. Este espacio se completa con paneles informativos sobre modelos de barcos, marinos famosos y otros datos de interés para el visitante.

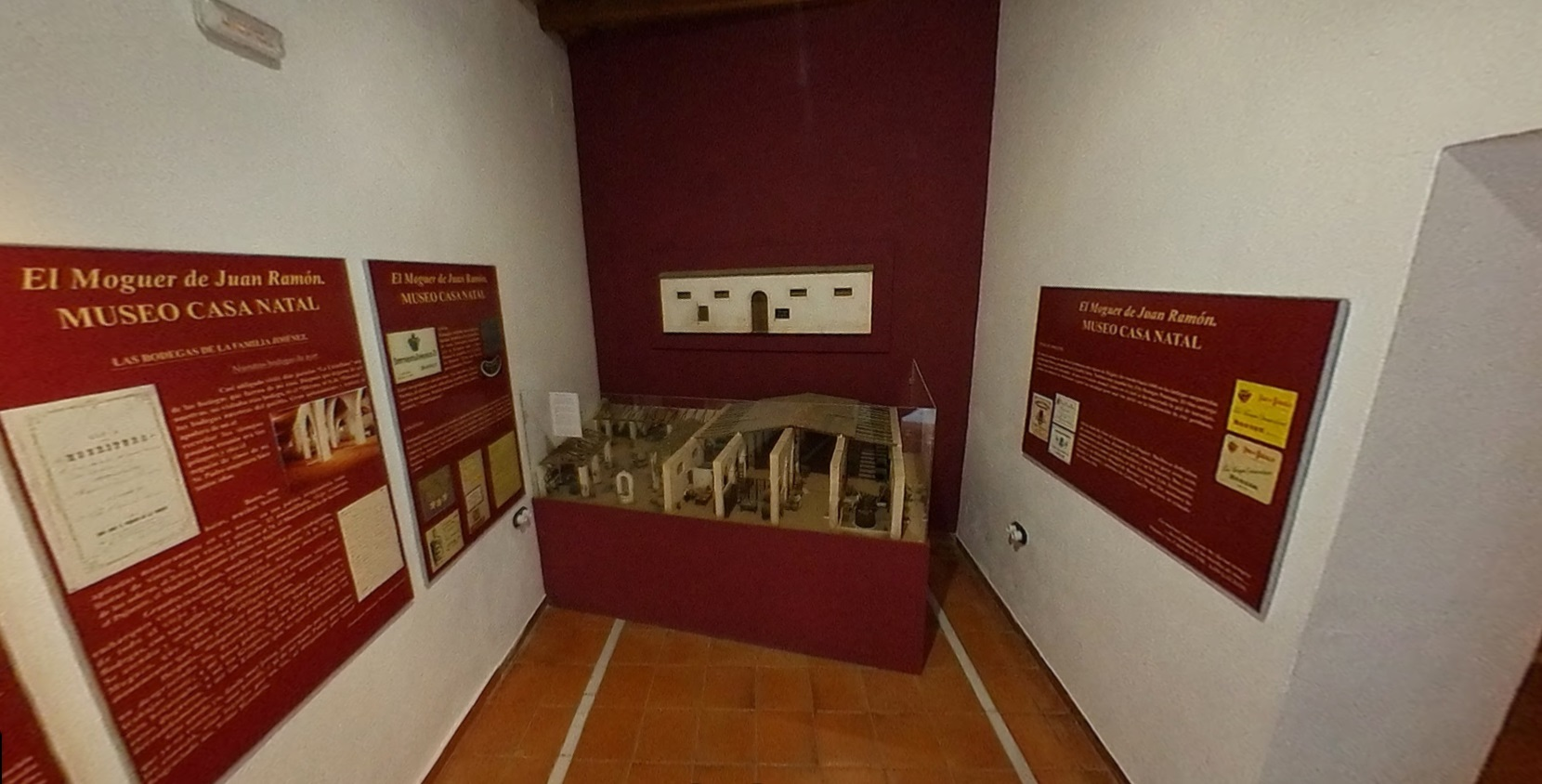
Vista interior.

Completan la distribución de esta planta, la recreación del que fuera despacho del padre de Juan Ramón, Víctor Jiménez Jiménez, cuya familia tenía importantes negocios de producción, comercialización y transporte de caldos; una ludoteca para los más pequeños; un gran salón de actos perfectamente acondicionado para acoger eventos culturales y espectáculos de pequeño formato, y un expositor donde también se mostrarán y pondrán a la venta vinos y licores producidos actualmente por empresas bodegueras de Moguer.
La estrecha vinculación de la localidad con el vino protagoniza otras salas de la planta inferior. Allí se muestran las distintas variedades de uva, envases antiguos de caldos, paneles con históricas etiquetas de vino y destilerías de antaño, restos arqueológicos y una espectacular maqueta de una bodega antigua, obra de Gloria Ortega.
En el patio existe una biblioteca infantil y una ludoteca, un rincón que recuerda "el amor que Zenobia y Juan Ramón tenían por los niños". El espacio se completa con un gran salón de actos con capacidad para un centenar de personas, en el que acontecerán eventos culturales y espectáculos de pequeño formato; y con un expositor en el que se venderán vinos y licores locales. 
En cuanto a la planta alta del edificio, destaca el amplio espacio dedicado a las figuras del sobrino y albacea del Nobel, Francisco Hernández-Pinzón, y de su esposa Zenobia, sin duda las personas más importantes en los últimos años de vida de Juan Ramón. Del sobrino del poeta se muestra el contenido de una exposición en la que se ensalza el protagonismo de Francisco Hernández-Pinzón en la última etapa del Andaluz Universal y en su traslado a Moguer, mientras que de Zenobia se muestran varios paneles con interesantes datos y fotografías de su vida y su amplia trayectoria cultural, así como objetos personales, cartas, y numerosos documentos de la que fuera musa y colaboradora incansable de Juan Ramón.
También existe una sala dedicada a la mujer moguereña y otra en la que se muestran las circunstancias y los detalles de la concesión del Premio Nobel de Literatura en 1956, completando el contenido museográfico de la planta alta, en la que también se ubica un gran espacio dedicado a biblioteca, con un buen número de libros, revistas y otras publicaciones relacionadas siempre con el poeta de luz, que pretende convertirse en centro de estudios juanramonianos.
Del mismo modo, el museo cuenta con importantes donaciones de material (colecciones bibliográficas, reproducciones fotográficas y de documentos) que aumentan su atractivo y contribuyen a mantener y difundir la figura de Juan Ramón.

## Galería

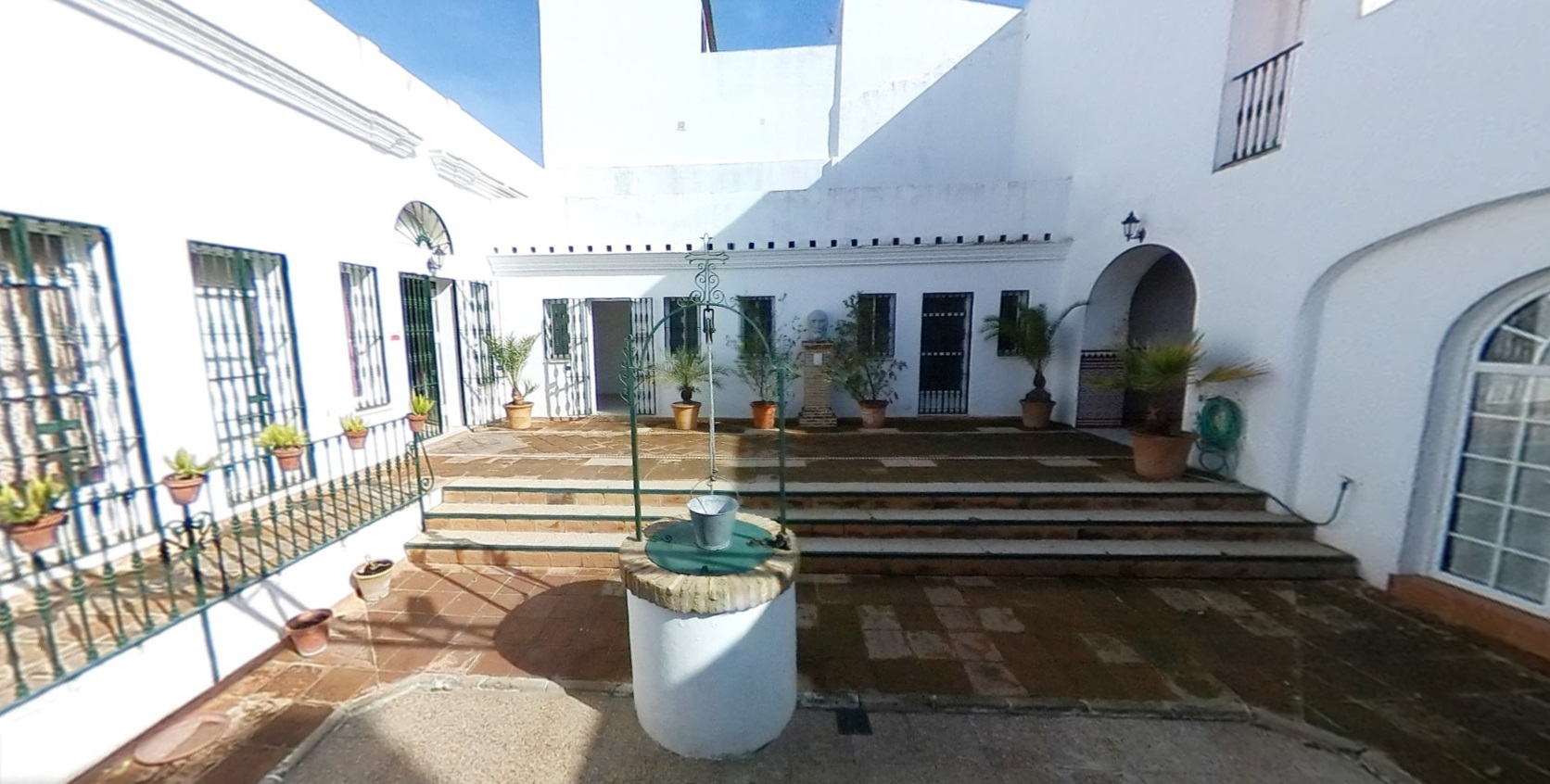
Patio interior
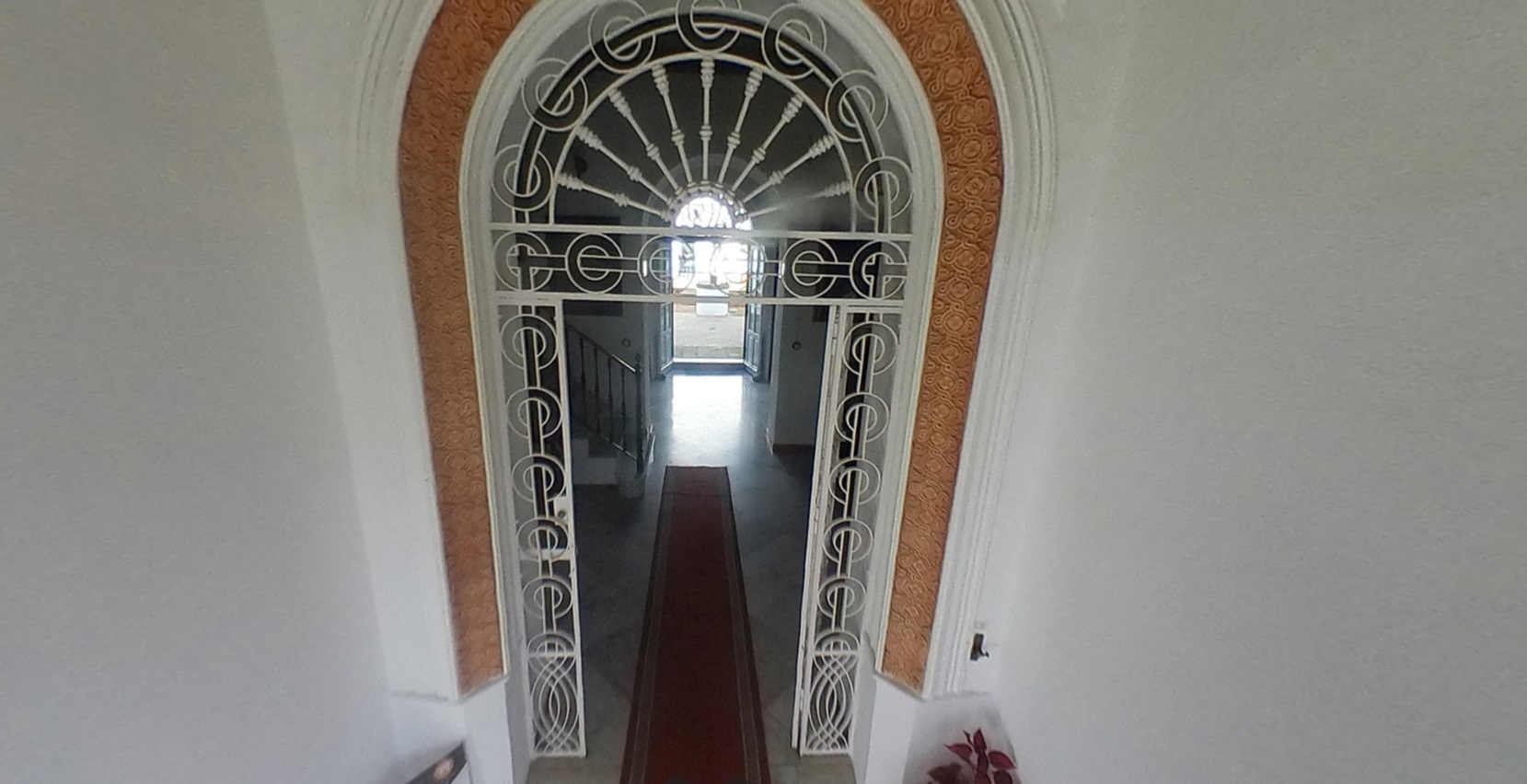
Zaguar entrada
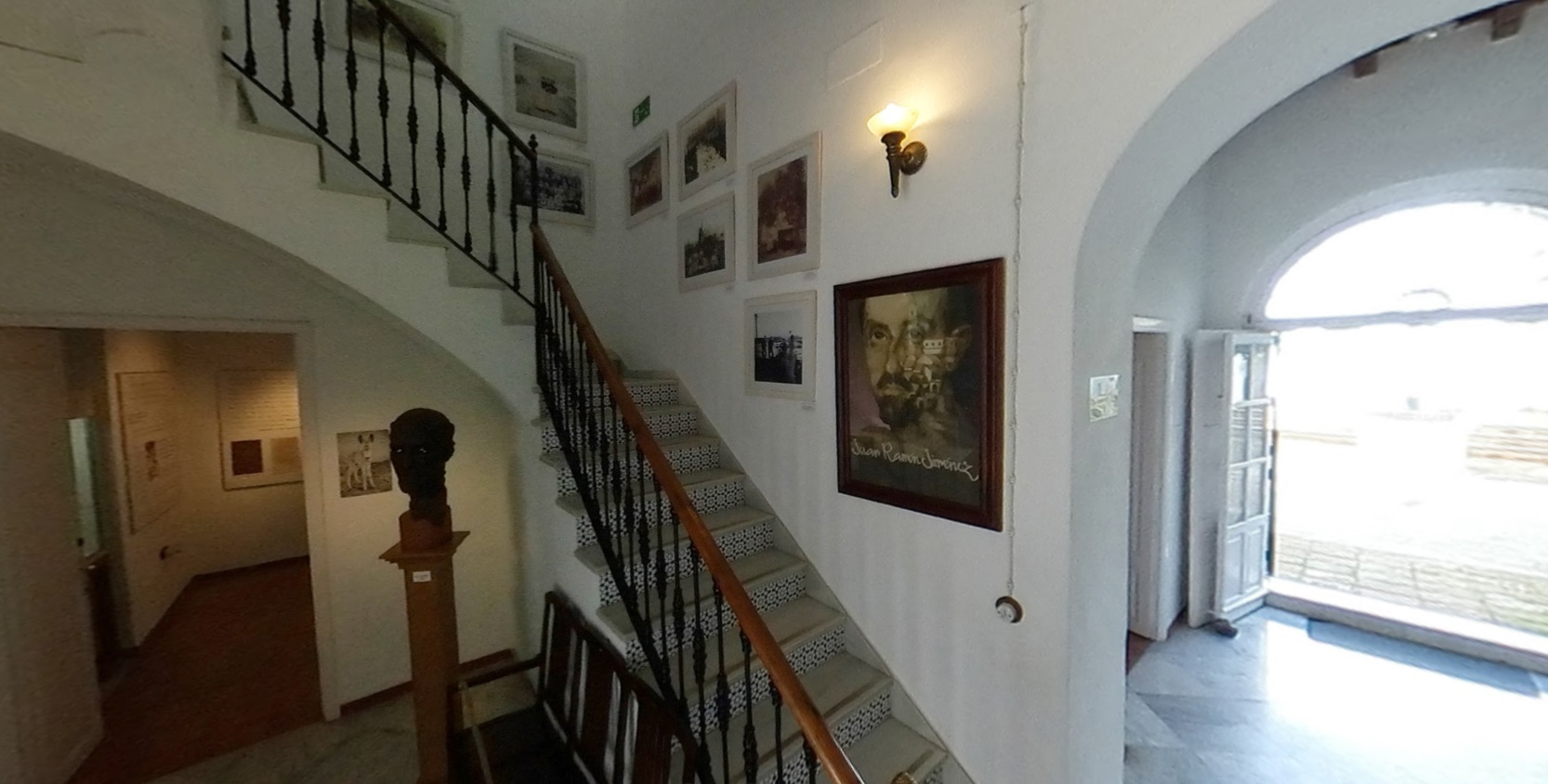
Estancia acceso
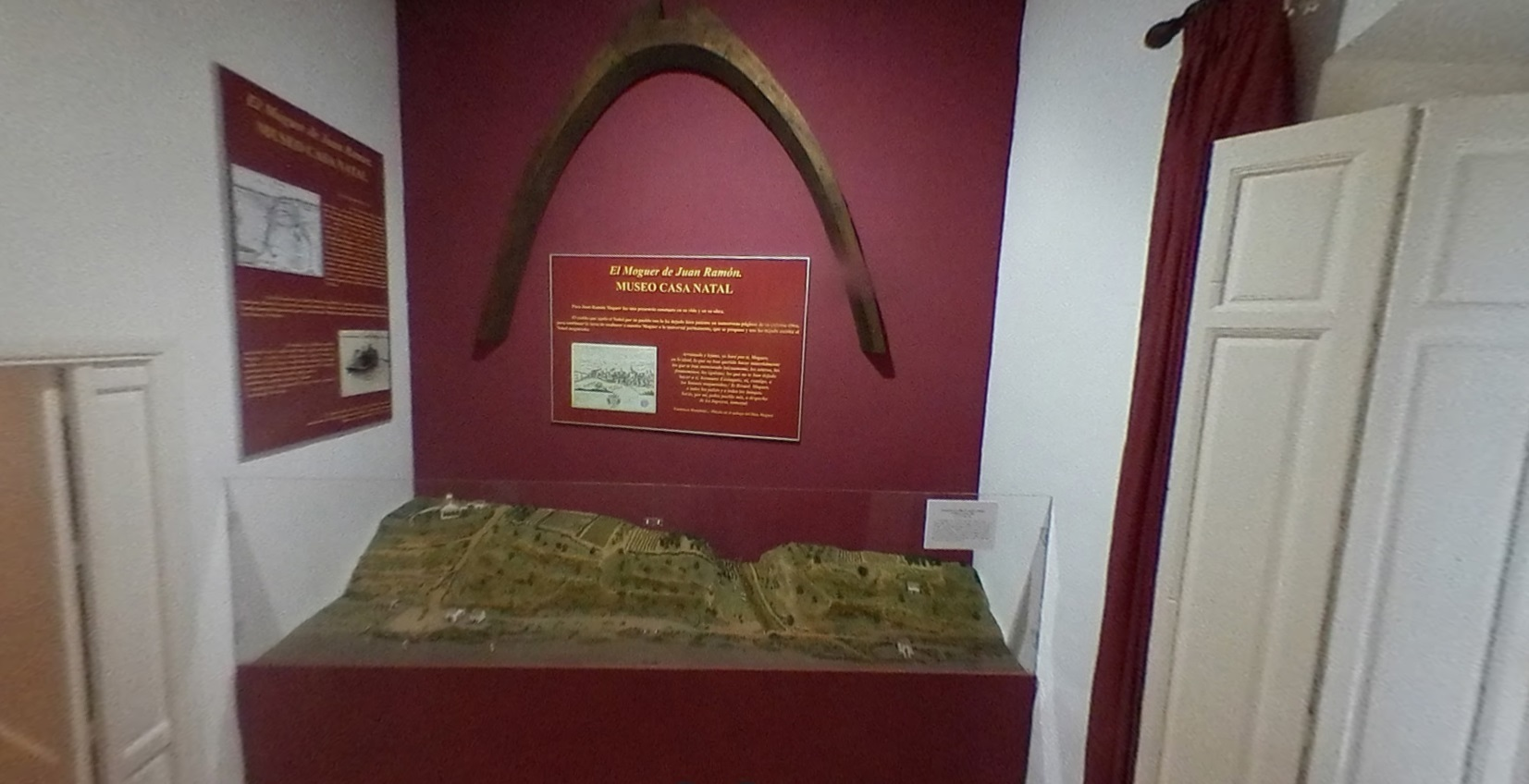
Sala 1
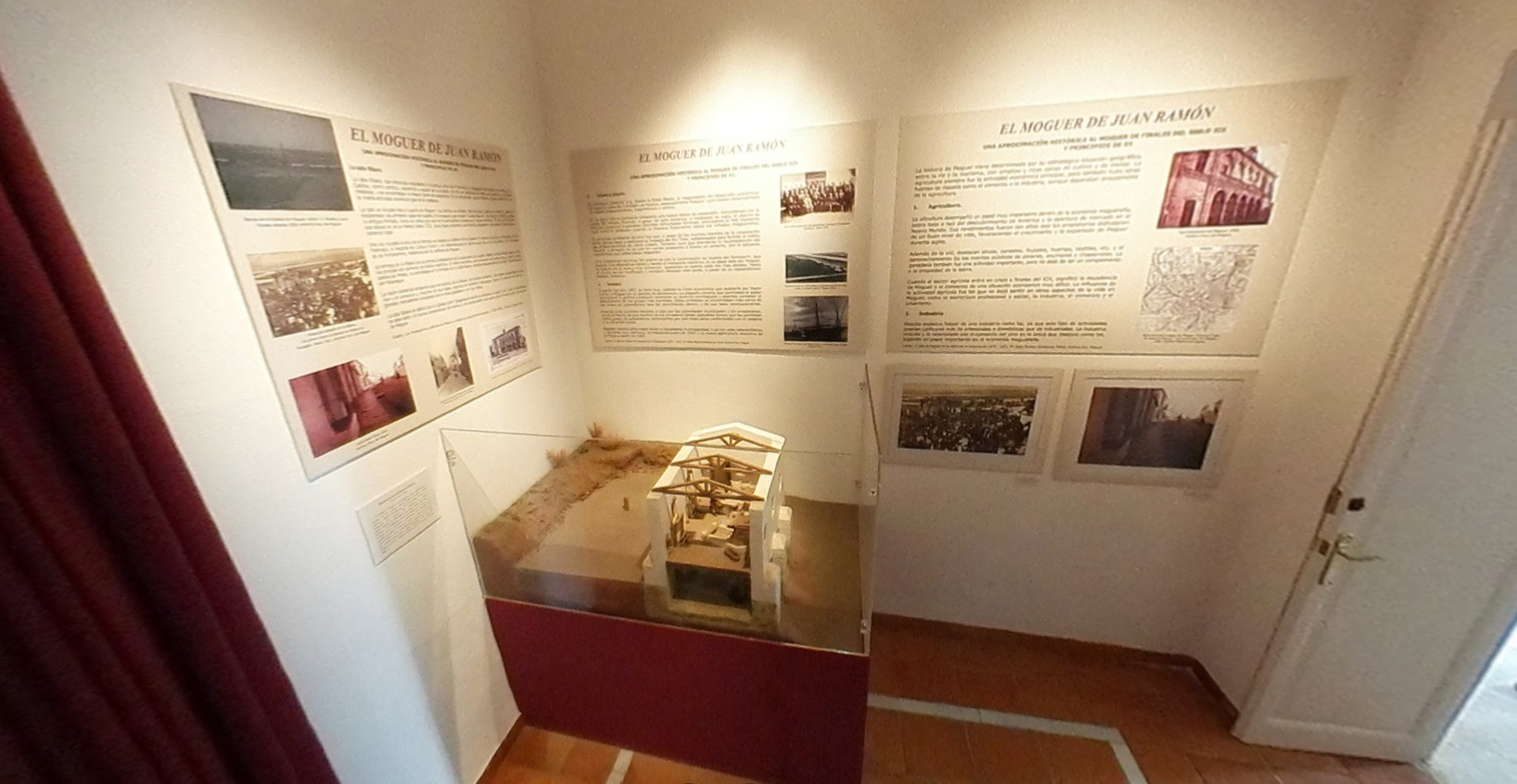
Sala 2
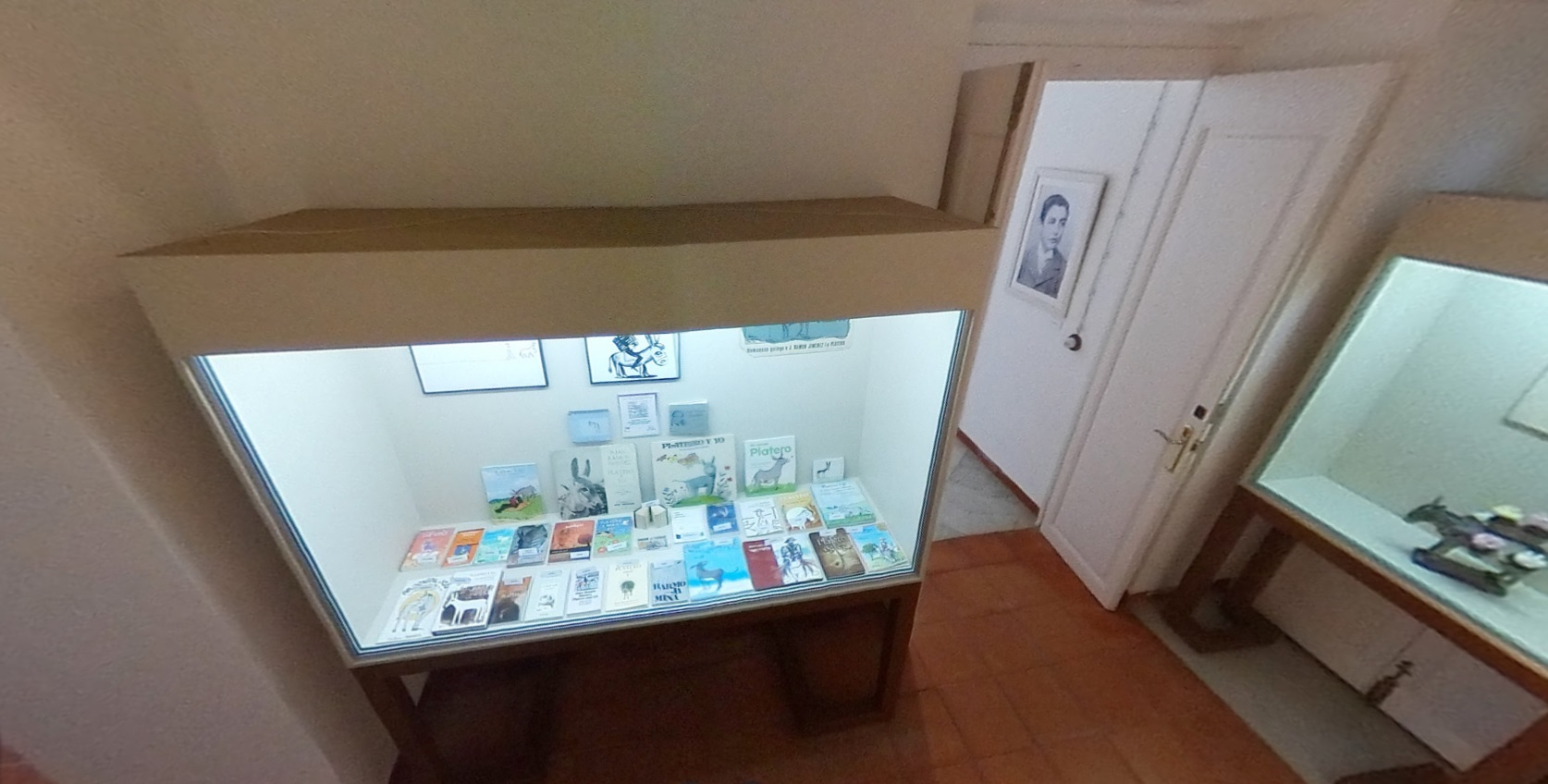
Sala 3
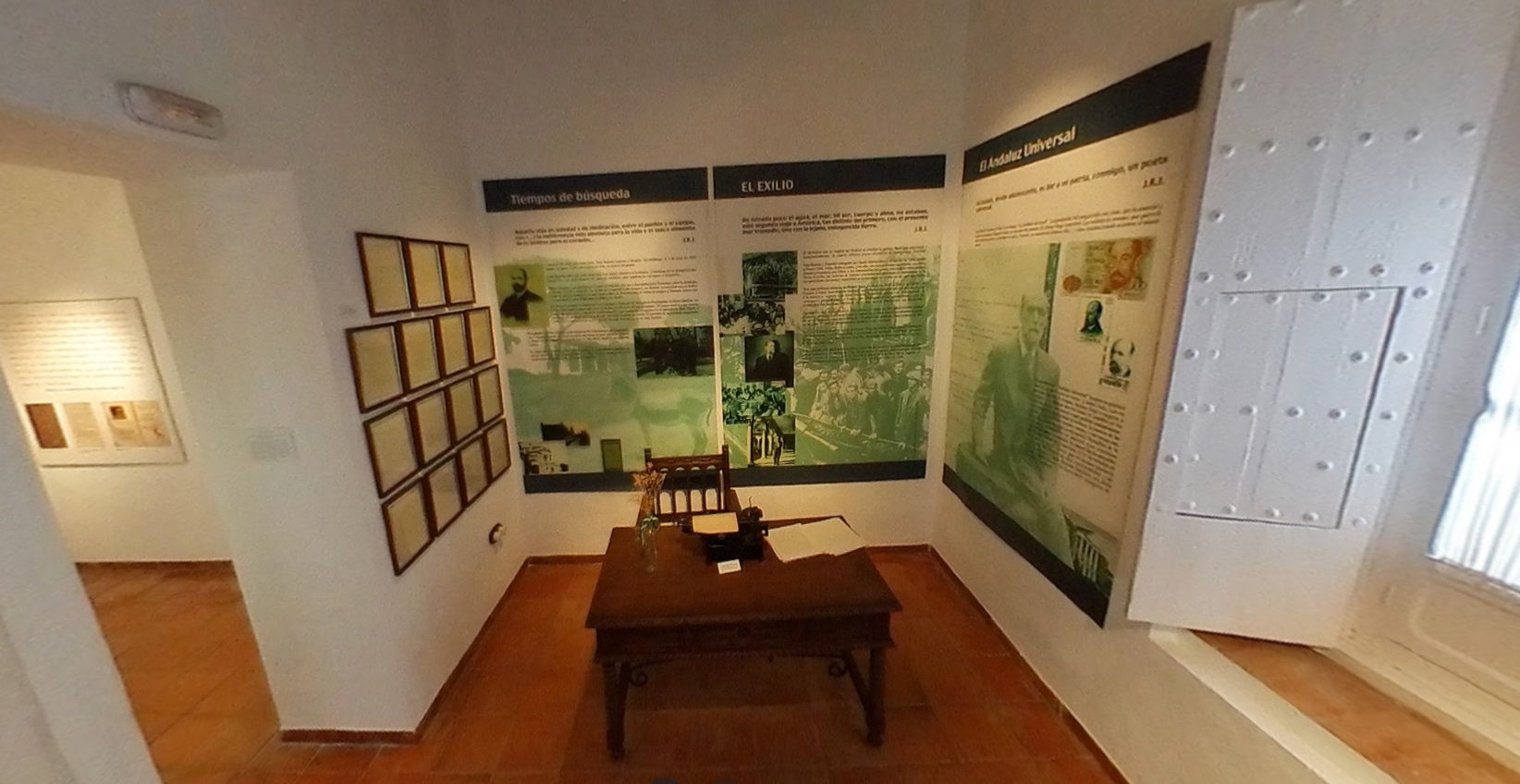
Sala 4
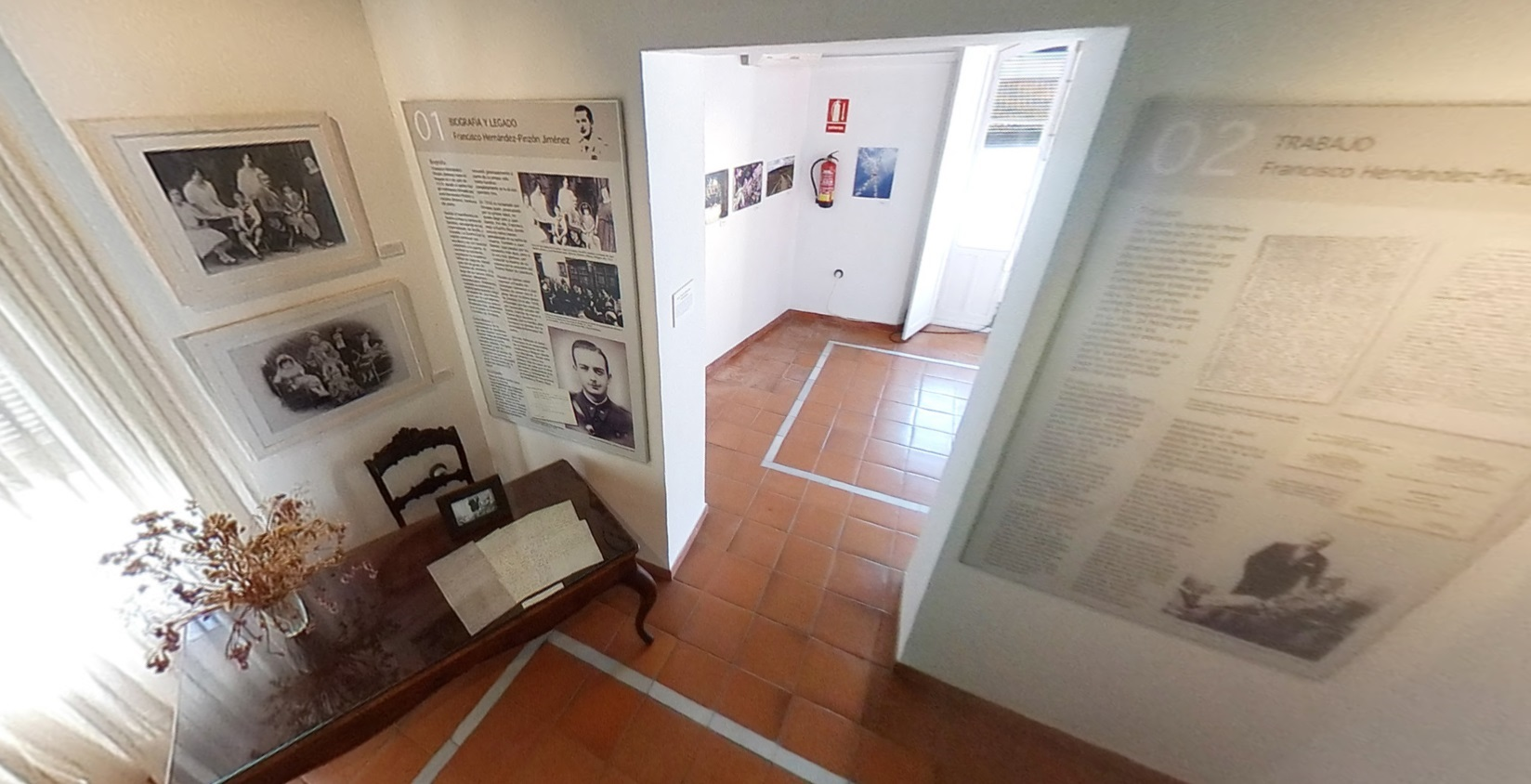
Sala 5
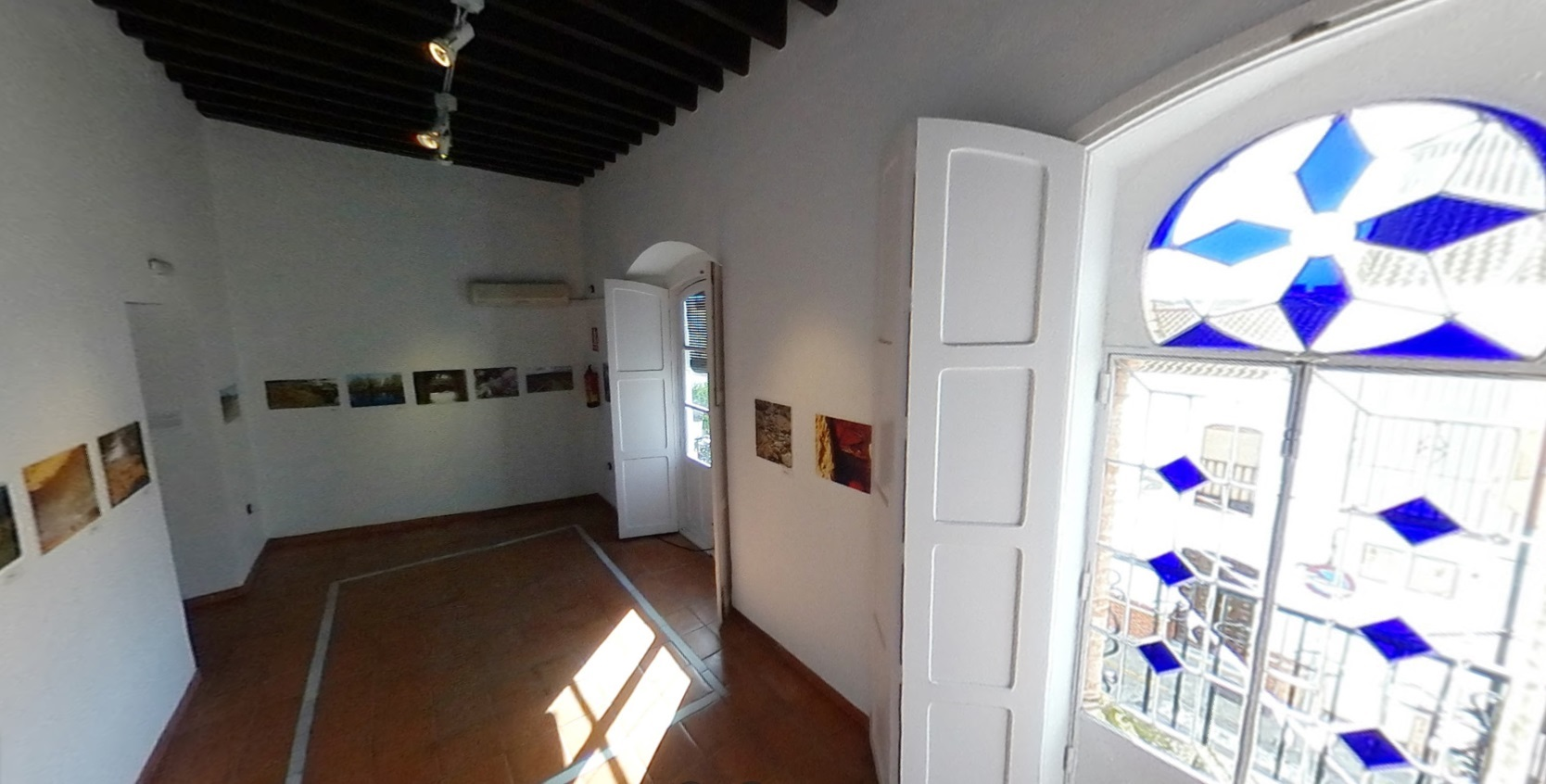
Sala 6
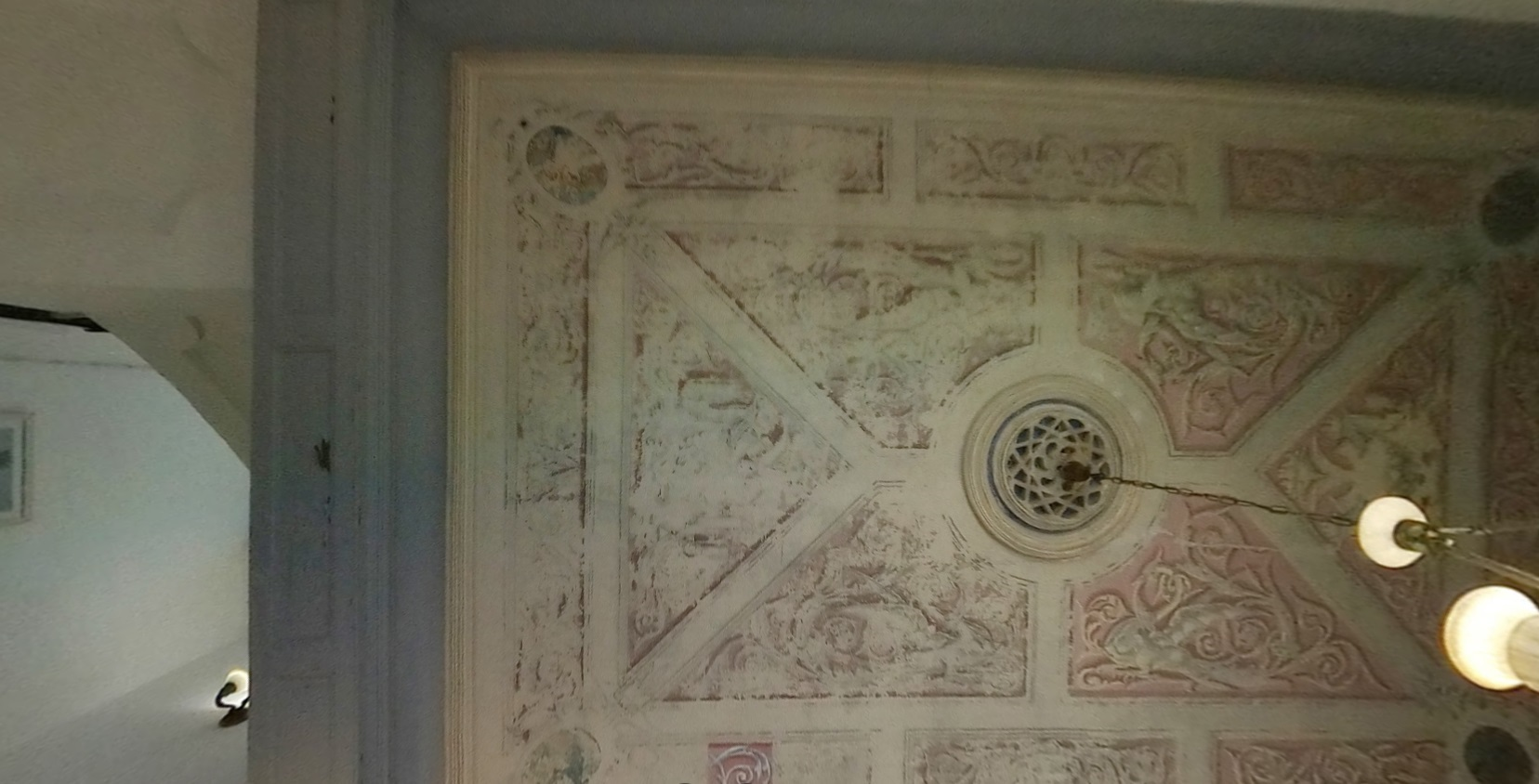
Techo